# Paolo Bonacelli
Paolo Bonacelli (Civita Castellana, 28 febbraio 1937) è un attore italiano, attivo nel cinema, nel teatro e nella televisione.

## Biografia

### Teatro
Paolo Bonacelli si diploma all'Accademia d'arte drammatica di Roma e subito debutta in Questa sera si recita a soggetto per la regia di Vittorio Gassman. È poi al Teatro Stabile di Genova, dove recita in Il diavolo e il buon Dio di Sartre, diretto da Luigi Squarzina. Assieme a Carlotta Barilli fonda la Compagnia del Porcospino con cui, a Roma, mette in scena numerosi testi di successo. Bonacelli ha dichiarato di essere un attore che non tende ad immedesimarsi nel personaggio interpretato, anzi, di limitarsi a studiare il testo. Non c'è nelle sue interpretazioni qualcosa di strettamente personale, piuttosto, egli cerca di capire cosa dice quel personaggio, dentro il testo, ma fuori dal personaggio. 
A teatro si ricordano le sue straordinarie performance in Sogno di Oblomov (1986), testo di Siro Ferrone, per la regia di Beppe Navello, con Anna Zapparoli, Luigi Tontoranelli e Gianni Galavotti, Il ratto di Proserpina (1986), regia di Guido De Monticelli e musiche di Mario Borciani, Terra di nessuno di Harold Pinter (1994), ancora per la regia di De Monticelli Mandragola di Niccolò Machiavelli (1996) e i recenti Enrico IV di William Shakespeare (2007) e  Il malato immaginario di Molière (2010).

### Cinema

Paolo Bonacelli in Salò o le 120 giornate di Sodoma (1975)

Numerosissimi i film ai quali ha preso parte: tra di essi, si ricorda Lady Barbara di Mario Amendola, Salò o le 120 giornate di Sodoma di Pasolini, grazie al quale vinse la Targa Mario Gromo, L'eredità Ferramonti di Mauro Bolognini, Cristo si è fermato a Eboli di Francesco Rosi, Il mistero di Oberwald di Michelangelo Antonioni, Non ci resta che piangere di Massimo Troisi e Roberto Benigni (dove interpreta Leonardo da Vinci), Francesco di Liliana Cavani, Johnny Stecchino di Roberto Benigni (con cui si aggiudica il Ciak d'oro ed il Nastro d'argento), Io speriamo che me la cavo di Lina Wertmüller e Mission: Impossible III di J. J. Abrams.
Il successo internazionale arriva nel 1978 con Fuga di mezzanotte di Alan Parker, dopo essere stato notato dal regista britannico per la sua interpretazione in L'eredità Ferramonti di Mauro Bolognini. Parker era alla ricerca di un turco dagli occhi azzurri e, dopo due provini, Bonacelli ottenne la parte del detenuto Rifki. Nel 2008, grazie al voto popolare, riceve il Premio Gassman alla carriera, mentre il 6 luglio 2011 viene premiato al teatro romano di Verona con il prestigioso "54º Premio Renato Simoni per la Fedeltà al Teatro di Prosa". Il 7 dicembre 2019 viene insignito del Premio "Vincenzo Crocitti International "Alla Carriera".

## Filmografia

Paolo Bonacelli nel film Francesco (1989)

### Cinema
- Psycosissimo, regia di Steno (1961) - non accreditato
- Cadavere per signora, regia di Mario Mattoli (1964)
- Superseven chiama Cairo, regia di Umberto Lenzi (1965)
- La congiuntura, regia di Ettore Scola (1965)
- Le piacevoli notti, regia di Armando Crispino e Luciano Lucignani (1966)
- L'arcidiavolo, regia di Ettore Scola (1966)
- Il padre di famiglia, regia di Nanni Loy (1967)
- Sette volte sette, regia di Michele Lupo (1968)
- Lacrime d'amore, regia di Mario Amendola (1970)
- Lady Barbara, regia di Mario Amendola (1970)
- Una prostituta al servizio del pubblico e in regola con le leggi dello stato, regia di Italo Zingarelli (1970)
- Maddalena, regia di Jerzy Kawalerowicz (1971)
- Io e lui, regia di Luciano Salce (1973)
- Giordano Bruno, regia di Giuliano Montaldo (1973)
- Milarepa, regia di Liliana Cavani (1974)
- Fatti di gente perbene, regia di Mauro Bolognini (1974)
- Anno uno, regia di Roberto Rossellini (1974)
- La banca di Monate, regia di Francesco Massaro (1975)
- Salò o le 120 giornate di Sodoma, regia di Pier Paolo Pasolini (1975)
- La paura dietro la porta, regia di Yannick Andréi (1975)
- Al piacere di rivederla, regia di Marco Leto (1976)
- Cadaveri eccellenti, regia di Francesco Rosi (1976)
- L'eredità Ferramonti, regia di Mauro Bolognini (1976)
- Cattivi pensieri, regia di Ugo Tognazzi (1976)
- Antonio Gramsci - I giorni del carcere, regia di Lino Del Fra (1977)
- Per questa notte, regia di Carlo Di Carlo (1977)
- Ritratto di borghesia in nero, regia di Tonino Cervi (1978)
- Fuga di mezzanotte (Midnight Express), regia di Alan Parker (1978)
- Buone notizie, regia di Elio Petri (1979)
- Il cappotto di Astrakan, regia di Marco Vicario (1979)
- Cristo si è fermato a Eboli, regia di Francesco Rosi (1979)
- Caligola, regia di Tinto Brass (1979)
- Le guignolo, regia di Georges Lautner (1980)
- Calderón, regia di Giorgio Pressburger (1981)
- Il mistero di Oberwald, regia di Michelangelo Antonioni (1981)
- Delitti, amore e gelosia, regia di Luciano Secchi (1982)
- Enrico IV, regia di Marco Bellocchio (1984)
- Sole nudo, regia di Tonino Cervi (1984)
- Non ci resta che piangere, regia di Roberto Benigni e Massimo Troisi (1985)
- D'Annunzio, regia di Sergio Nasca (1985)
- Il cavaliere, la morte e il diavolo, regia di Beppe Cino (1985)
- Mamma Ebe, regia di Carlo Lizzani (1985)
- Un complicato intrigo di donne, vicoli e delitti, regia di Lina Wertmüller (1985)
- L'ultima mazurka, regia di Gianfranco Bettetini (1986)
- Rimini Rimini, regia di Sergio Corbucci (1987)
- Meglio baciare un cobra, regia di Massimo Pirri (1986)
- Topo Galileo, regia di Francesco Laudadio (1987)
- Francesco, regia di Liliana Cavani (1989)
- Eleonora Pimentel, regia di Ivana Massetti (1990)
- Fuga dal paradiso, regia di Ettore Pasculli (1990)
- Cacciatori di navi, regia di Folco Quilici (1990)
- Chi tocca muore, regia di Piernico Solinas (1991)
- Taxisti di notte (Night on Earth), regia di Jim Jarmusch (1991)
- Johnny Stecchino, regia di Roberto Benigni (1991)
- Io speriamo che me la cavo, regia di Lina Wertmüller (1992)
- Mille bolle blu, regia di Leone Pompucci (1993)
- Klon, regia di Lino Del Fra (1994)
- L'orso di peluche (L'ours en peluche), regia di Jacques Deray (1994)
- Vacanze di Natale '95, regia di Neri Parenti (1995)
- Tutti gli anni una volta l'anno, regia di Gianfrancesco Lazotti (1995)
- La sindrome di Stendhal, regia di Dario Argento (1996)
- Il figlio di Bakunìn, regia di Gianfranco Cabiddu (1997)
- Una furtiva lacrima, regia di Riccardo Sesani (1999)
- Panni sporchi, regia di Mario Monicelli (1999)
- Scarlet Diva, regia di Asia Argento (2000)
- Gli astronomi, regia di Diego Ronsisvalle (2002)
- The Accidental Detective, regia di Vanna Paoli (2003)
- A.A.A.Achille, regia di Giovanni Albanese (2003)
- 13dici a tavola, regia di Enrico Oldoini (2004)
- Mission: Impossible III, regia di J. J. Abrams (2006)
- Un attimo sospesi, regia di Peter Marcias (2008)
- The American, regia di Anton Corbijn (2010)
- La macchinazione, regia di David Grieco (2016)
- Notti magiche, regia di Paolo Virzì (2018)
- Forse è solo mal di mare, regia di Simona De Simone (2019)
- Divine - La fidanzata dell'altro (Der göttliche Andere), regia di Jan Schomburg (2020)
- Al Dio ignoto, regia di Rodolfo Bisatti (2020)
- Comandante, regia di Edoardo De Angelis (2023)

### Televisione
- I grandi camaleonti, regia di Edmo Fenoglio – miniserie TV (1964)
- Antonio e Cleopatra – serie TV (1965)
- I racconti di padre Brown, regia di Vittorio Cottafavi – miniserie TV (1970)
- L'inchiesta, regia di Gianni Amico – film TV (1971)
- Le colonne della società, regia di Mario Missiroli – film TV (1972)
- Ritratto di donna velata, regia di Flaminio Bollini – miniserie TV (1974)
- Ho incontrato un'ombra, regia di Daniele D'Anza – miniserie TV (1974)
- Alle origini della mafia – miniserie TV (1976)
- Manon Lescaut, regia di Sandro Bolchi – miniserie TV (1976)
- Momento due, regia di Giorgio Pressburger – film TV (1977)
- Madame Bovary, regia di Daniele D'Anza – miniserie TV (1978)
- Il était un musicien – serie TV, episodio Monsieur Mascagni (1979)
- Tre ore dopo le nozze, regia di Ugo Gregoretti – film TV (1979)
- L'ospite inatteso, regia di Daniele D'Anza – film TV (1980)
- La donna in bianco, regia di Mario Morini – miniserie TV (1980)
- Orient-Express – miniserie TV (1980)
- Fosca, regia di Enzo Muzii – film TV (1981)
- Il diavolo al Pontelungo, regia di Pino Passalacqua – miniserie TV (1982)
- Parole e sangue, regia di Damiano Damiani – film TV (1982)
- I remember Nelson – serie TV, episodi Passion e Love (1982)
- Dieci registi italiani per dieci racconti italiani – serie TV, episodio Il commissionario (1983)
- Progetto Atlantide, regia di Gianni Serra – film TV (1984)
- Colui che non sta al gioco, regia di Giorgio Albertazzi - teatro TV (1985)[3]
- Un'isola, regia di Carlo Lizzani – film TV (1986)
- Festa di Capodanno, regia di Piero Schivazappa – miniserie TV (1988)
- Il treno di Lenin, regia di Damiano Damiani – miniserie TV (1988)
- Sei delitti per padre Brown, regia di Vittorio De Sisti – miniserie TV (1988)
- I promessi sposi, regia di Salvatore Nocita – miniserie TV (1989)
- Oggi ho vinto anch'io, regia di Lodovico Gasparini – film TV (1990)
- La moglie ingenua e il marito malato, regia di Mario Monicelli – film TV (1989)
- Le gorille – serie TV, episodio Le gorille et l'amazon (1990)
- Le roi de Patagonie, regia di Georges Campana e Stéphane Kurc – miniserie TV (1990)
- Il segno del comando, regia di Giulio Questi – film TV (1992)
- Abramo, regia di Joseph Sargent – miniserie TV (1993)
- Nemici intimi, regia Piernico Solinas – film TV (1994)
- Vite a termine, regia di Giovanni Soldati – film TV (1994)
- Carlo Magno, regia di Clive Donner – miniserie TV, episodi Il re e L'imperatore (1994)
- La piovra 7 - Indagine sulla morte del commissario Cattani, regia di Luigi Perelli – miniserie TV (1995)
- Vite a termine, regia di Giovanni Soldati – film TV (1995)
- Dio vede e provvede – serie TV (1996)
- Alice auf der Flucht, regia di Axel de Roche – miniserie TV (1998)
- Furore – serie TV (2018)
- Non ci resta che il crimine - La serie – serie TV, episodi 1 e 6 (2023)
- Nato il sei ottobre, regia di Pupi Avati – docufilm (2024)

## Radio
- Signor Neanda in Intervista impossibile all'uomo di Neanderthal (Rai Radio Due, 1974)
- Lettura integrale del romanzo Oblomov di Ivan Aleksandrovič Gončarov (Rai Radio 3, 2015)[4]

## Doppiaggio
- Peter Berling in Fitzcarraldo
- Eddy Mitchell in I Love You
- Frank Finlay in La chiave
- Raymond Burr in Snack bar blues

## Riconoscimenti
- Nastro d'argento
  - 1992 – Migliore attore non protagonista per Johnny Stecchino

- Ciak d'oro
  - 1992 – Migliore attore non protagonista per Johnny Stecchino[5]
- David di Donatello ○ 1985 – Candidatura miglior attore non protagonista per Non ci resta che piangere

## Doppiatori italiani
- Ferruccio Amendola in Lady Barbara
- Giancarlo Vigorelli in Salò o le 120 giornate di Sodoma